# Henri Lavertujon
Pour les articles homonymes, voir Lavertujon.
Henri Lavertujon est un homme politique français né le 19 avril 1855 à Périgueux (Dordogne) et décédé le 11 septembre 1907 à Bussière-Galant (Haute-Vienne)

## Biographie
Licencié en droit, il se lance dans le journalisme politique après un passage par les cabinets ministériels dans les années 1880. Il dirige le journal Le petit centre, à Limoges. Il se présente aux législatives en 1889 comme candidat anti-boulangiste. Il conserve son poste jusqu'à sa défaite de 1898. Il est élu sénateur de la Haute-Vienne lors d'une élection partielle en 1900 et le reste jusqu'à son décès en 1907.

## Sources
- « Henri Lavertujon », dans le Dictionnaire des parlementaires français (1889-1940), sous la direction de Jean Jolly, PUF, 1960 [détail de l’édition]